# Stadtarchiv Witten
Das Stadtarchiv Witten ist das kommunale Archiv der Stadt Witten. Leiterin ist Martina Kliner-Fruck.

## Lage
Das Stadtarchiv befindet sich seit 2012 im Erdgeschoss des Wittener Saalbaus, in dessen Keller auch das Magazin untergebracht ist. Ein zweites Magazin befindet sich in Annen.

## Geschichte
Das Stadtarchiv war anfangs war im Turm des Rathauses untergebracht. Lange wurde es als Registratur geführt. Formell als Archiv eingerichtet wurde es 1936.
1974/75 zog es von dort in den neu erbauten Saalbau, dann in Teilen in die Villa Albert Lohmann und schließlich in die Herbeder Straße.

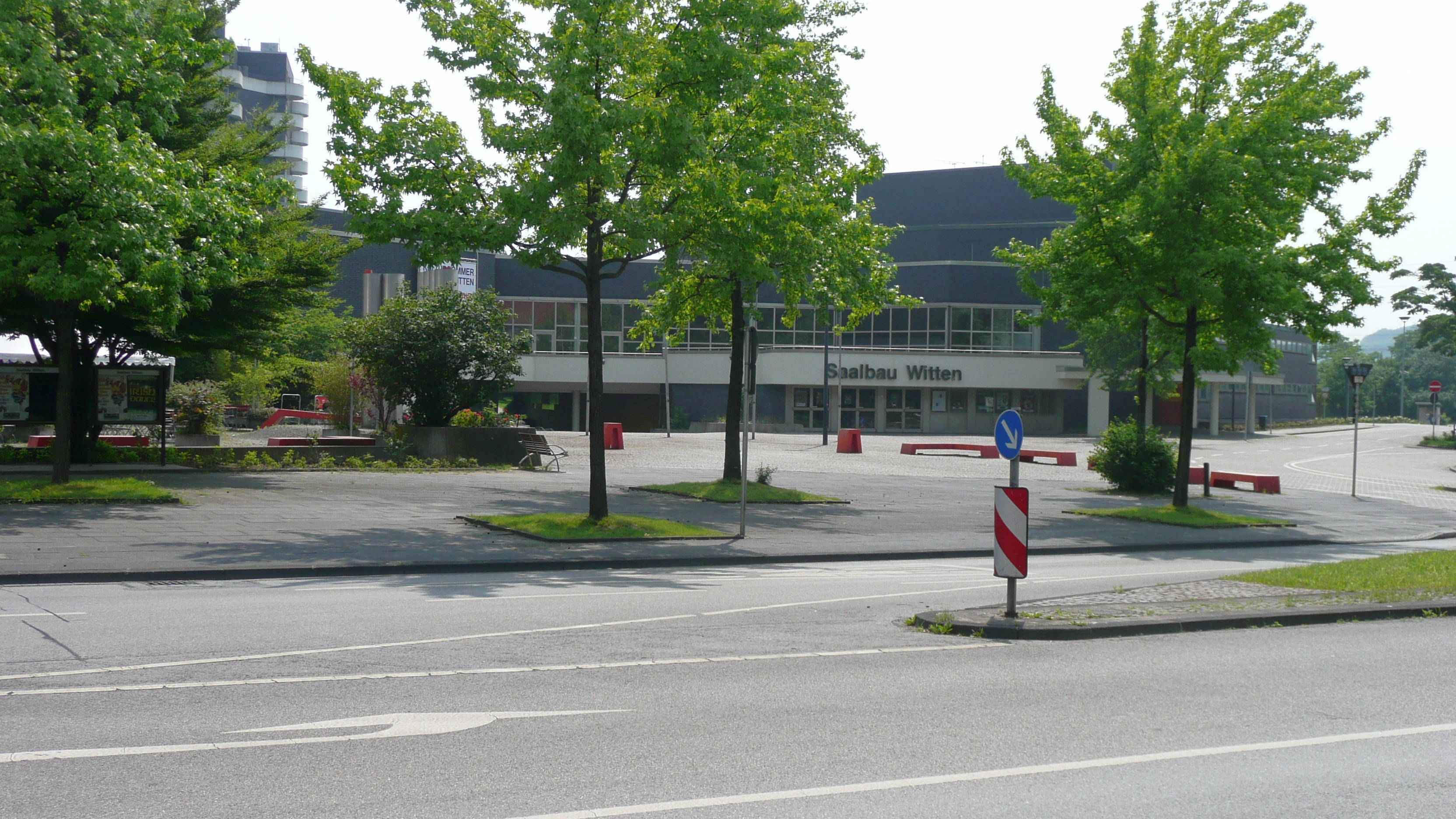
Saalbau Witten, seit 2012 Sitz des Stadtarchivs

Zum Jahreswechsel 2005/2006 zog es von dort in die Villa Berger. Das Magazin wurde im Saalbau zwischengelagert. 2010 zog das Magazin des Stadtarchiv in den Keller des Saalbau Witten. Seit 2006 wird das Stadtarchiv vom Kulturforum Witten, einer Anstalt des öffentlichen Rechts getragen. 2012 erfolgte der Umzug des Stadtarchivs aus der Villa Berger in den Saalbau.

## Bestände
- Amtliche Überlieferungen
- Nachlässe (Alois Baur, Friedrich Engelhardt, Hofarchiv Hackert-Wilberg, Vorlass Hugo Ernst Käufer, Gustav Strohmann, Familie Vollmer)
- Archive von Institutionen, Organisationen, Firmen, Vereine, Parteien und Verbände u. a. (Archiv der Freiwilligen Feuerwehr Löschzug Annen, Archiv Filmclub Witten, Nachlass Färberei Haarmann, Archiv Maschinenfabrik F. W. Moll Söhne, Archiv Sachsen- und Thüringer-Verein Witten, Archiv des Volksbundes Deutsche Kriegsgräberfürsorge Ortsverband Witten)
- verschiedene sonstige Sammlungen
- Zeitungen (u. a. Westdeutsche Allgemeine Zeitung, Westfälische Rundschau, Ruhr Nachrichten, Witten aktuell, Sonntags-Kurier, Wittener Tageblatt)

## Veröffentlichungen
- Manfred Grieger, Klaus Völkel: Das Außenlager „Annener Gußstahlwerk“ (AGW) des Konzentrationslagers Buchenwald. September 1944–April 1945. Hrsg.: Stadt Witten, Der Stadtdirektor, Stadtarchiv. 1. Auflage. Klartext Verlag, Witten 1997, ISBN 3-88474-647-2 (zum KZ-Außenlager Annener Gußstahlwerk).
- Frank Ahland, Matthias Dudde, Stadtarchiv Witten (Hrsg.): Wittener. Biografische Porträts. 1. Auflage. Ruhrstadt-Verlag, Witten 2000, ISBN 3-935382-02-2.
- Frank Ahland, Landschaftsverband Westfalen-Lippe, Zeche Nachtigall, Stadtarchiv Witten (Hrsg.): Sprengstoff! Die Explosion der Wittener Roburit-Fabrik 1906. 1. Auflage. Klartext Verlag, Essen 2006, ISBN 3-89861-705-X.
- Stadtarchiv Witten (Hrsg.): Von Rosa und anderen Tagen. Ein internationales Frauentagebuch aus Witten und seinen Partnerstädten Barking and Dagenham, Bitterfeld-Wolfen, Kursk und Tczew. 1. Auflage. Klartext Verlag, Essen 2010, ISBN 978-3-8375-0349-4.
- Stadtarchiv Witten (Hrsg.): O Róży, o różowych dniach i innych. Międzynarodowy dziennik kobiet. 1. Auflage. Klartext Verlag, Essen 2010, ISBN 978-3-8375-0538-2 (polnische Ausgabe von Von Rosa und anderen Tagen.).
- Stadtarchiv Witten (Hrsg.): O Roze i drugich dnjach. Meždunarodnnyj ženskij dnevnik. 1. Auflage. Klartext Verlag, Essen 2011, ISBN 978-3-8375-0539-9 (russische Ausgabe von Von Rosa und anderen Tagen.).

## Ausstellungen
- Jüdisches Leben in Witten[7]
- NS-Zwangsarbeit[7]
- 10 Jahre Gleichstellungsstelle Witten[7]
- „Wer zum Vergessen beiträgt, vollendet das Werk der Mörder“ (Elie Wiesel). Wittener Juden im KZ Sachsenhausen. Eine Ausstellung mit Lebensskizzen, Dokumenten und Erinnerungen. – ursprünglich als stadtgeschichtliche Ergänzung zur Wanderausstellung der Stiftung Brandenburgische Gedenkstätten/Gedenkstätte und Museum Sachsenhausen: „Jüdische Häftlinge im KZ Sachsenhausen 1936–1945“ konzipiert; großformatige Tafeln mit reproduzierten Archivquellen und 18 Lebensskizzen von Wittener Juden, die in der Zeit des Nationalsozialismus in das KZ Sachsenhausen verschleppt wurden